# 韦贾尔普尔
韦贾尔普尔（Vejalpur），是印度古吉拉特邦Ahmadabad县的一个城镇。总人口113304（2001年）。

## 人口
该地2001年总人口113304人，其中男性58828人，女性54476人；0—6岁人口11901人，其中男6444人，女5457人；识字率80.37%，其中男性为83.86%，女性为76.60%。